# Opel Antara
L'Opel Antara è un'autovettura di tipo SUV di dimensioni medie, prodotta dal dicembre 2006 alla fine del 2015 dalla casa automobilistica tedesca Opel.

## Profilo e contesto
La Opel Antara è stata commercializzata in parte con lo scopo di coprire il vuoto lasciato dalla scomparsa della Opel Frontera, fuoristrada di casa Opel per oltre un decennio, ma in realtà con l'intento di tornare nel settore dei veicoli fuoristrada, anche se attraverso nuove vie. Come la sua antenata, anche la Opel Antara un progetto sviluppato insieme a un altro marchio appartenente alla famiglia General Motors: in questo caso la Daewoo Motors.
La Frontera, però, sebbene considerata come un SUV, era in realtà molto più vicina a un fuoristrada vero, mentre l'Antara, oltre a essere più affine al concetto di SUV, presenta anche caratteristiche tipiche dei crossover. La sua linea è mutuata dal prototipo Opel Antara GTC, presentata nel settembre 2005 mentre la versione di produzione condivide l'intera scocca, tutta la meccanica, la piattaforma di base, parte della carrozzeria e degli interni, con la Chevrolet Captiva, già in commercio anche in Italia da qualche mese prima del lancio della stessa Antara e nata dall'evoluzione del suddetto prototipo. Con la Captiva, l'Antara condivide anche il luogo dove viene assemblata, ossia la catena di montaggio in Corea del Sud della Daewoo.
Rispetto alla Captiva, l'Antara presenta alcune differenze: innanzitutto i suoi allestimenti sono più curati della sorella statunitense, in modo da collocarla sul mercato un gradino più in alto.
Inoltre l'Antara è prevista solo a 5 posti, mentre la Captiva ne può offrire anche 7. Inoltre, è stato rivisto lo schema delle sospensioni, che risultano leggermente più rigide nel modello tedesco.
Essendo disponibile unicamente a 5 posti, l'Antara ha dalla sua un'ottima capacità di carico. È pensata infatti per il tempo libero e a conferma di ciò viene anche dotata del dispositivo Flex Fix, ossia un portabiciclette estraibile dalla parte posteriore, appena sotto la battuta del portellone.

## Motori
La Antara è equipaggiata con 2 unità a benzina e una a gasolio. Le due benzina sono un 4 cilindri in linea di 2405 cm³ in grado di sviluppare 136 CV, e un 6 cilindri a V di 3195 cm³ in grado di sviluppare 227 CV. Il diesel è prodotto dalla italiana VM Motori, ed è un 4 cilindri in linea di 1991 cm³, con tecnologia common rail e capace di 150 CV.
Nel 2010, la Antara 2.0 CDTI viene proposta anche con trazione sul solo avantreno (versioni 2WD) e con motorizzazioni diesel da 2,2 litri con due livelli di potenza 163 CV e 184 CV entrambe abbinabili alla trazione 4x4 e al cambio automatico a 6 rapporti.

## Restyling 2010

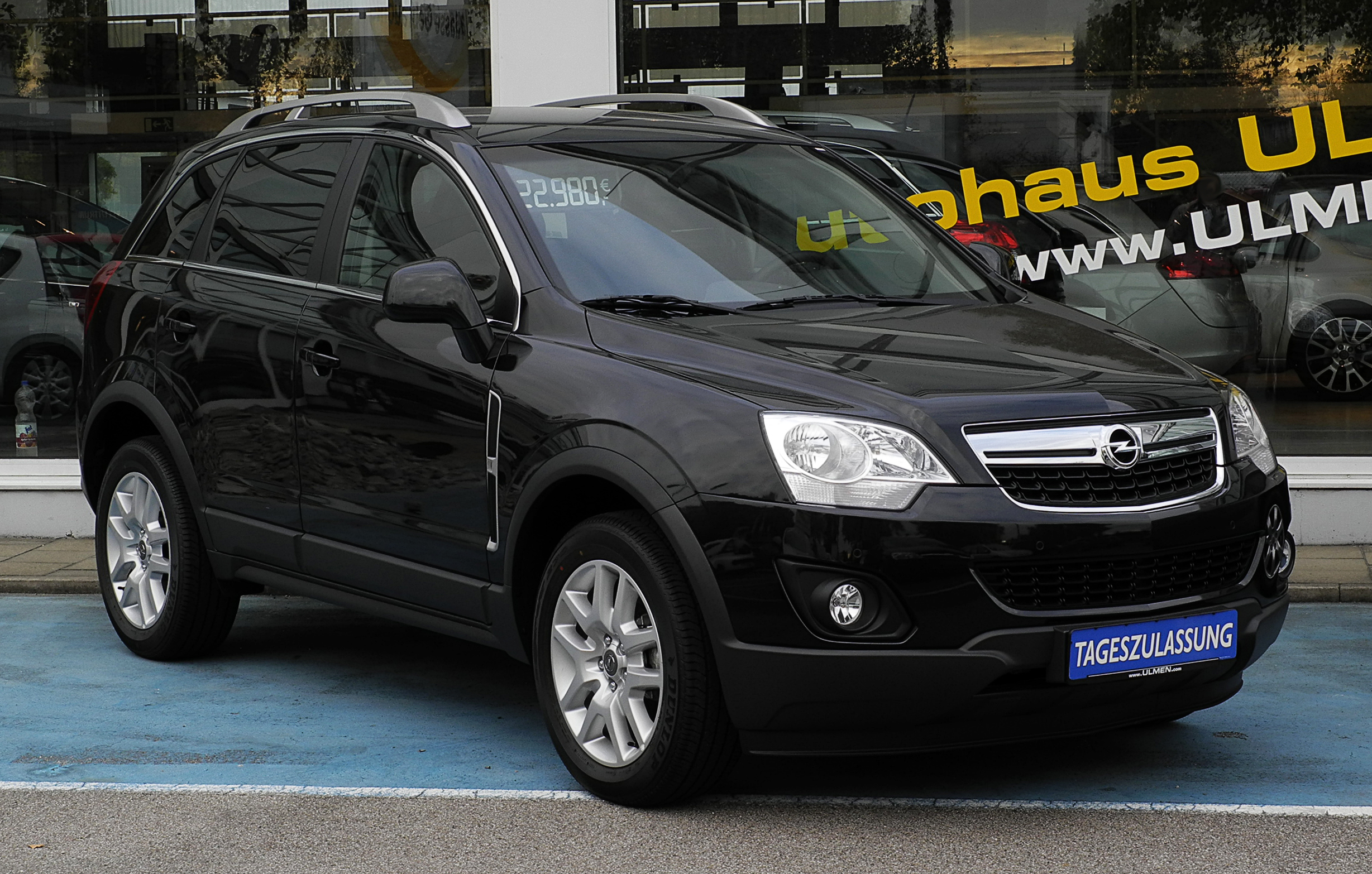
Vista frontale della Antara post-restyling del 2011

Alla fine del 2010 arriva un moderato restyling. Esteticamente vengono aggiornati i gruppi ottici, la calandra e il paraurti anteriore. Adesso anche l'Antara dispone del nuovo badge Opel. All'interno invece è stata modificata la consolle centrale, con più spazio di archiviazione e materiali migliori.

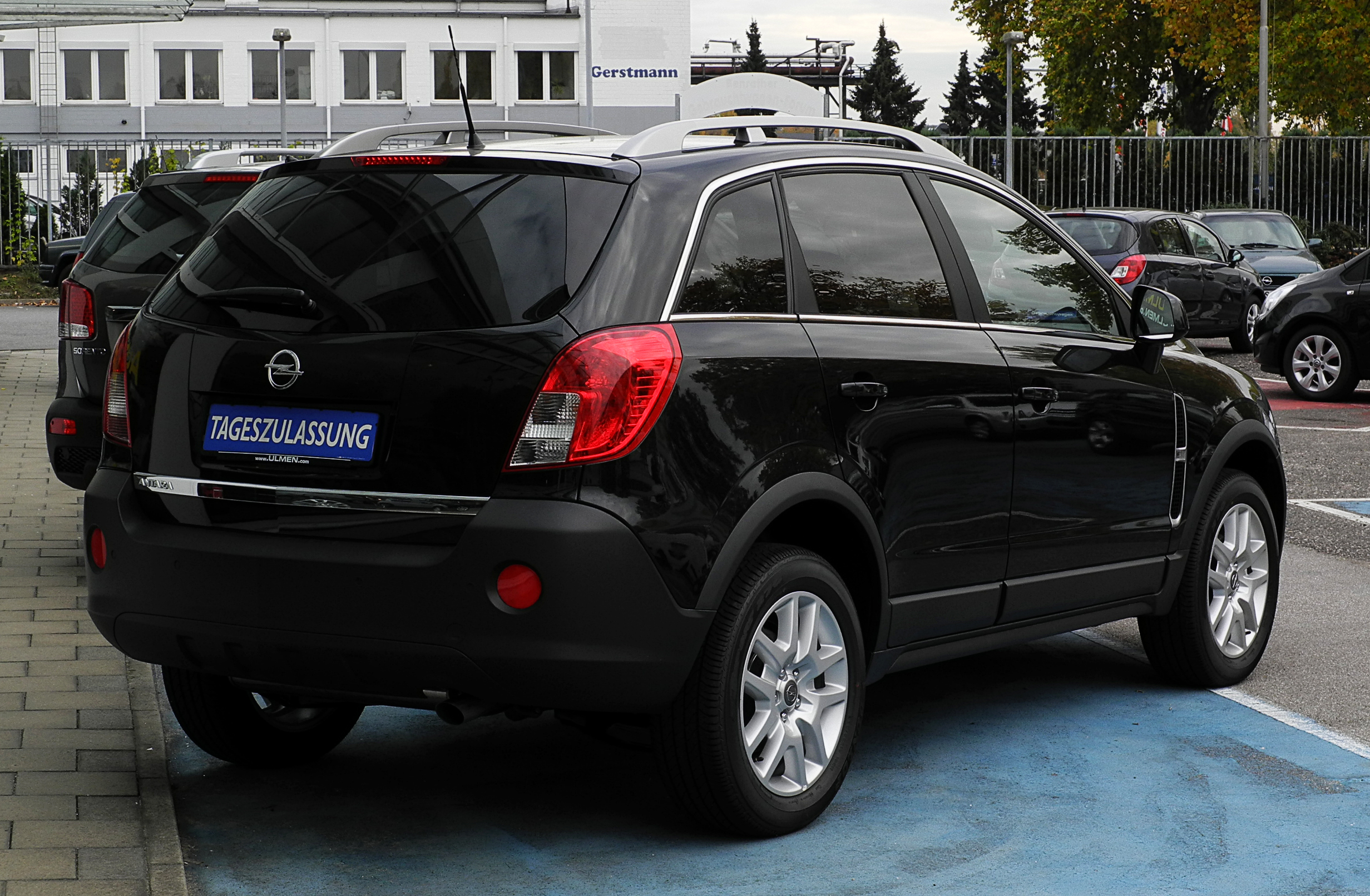
Posteriore di un'Antara restyling del 2011

Dal punto di vista delle motorizzazioni viene cancellato il V6 da 3.2 litri, mentre esordisce un nuovo 4 cilindri da 2.4 litri, che va a rimpiazzare il vecchio, rispetto al quale differisce per l'alimentazione a iniezione diretta e il basamento stavolta realizzato in alluminio, e che arriva a erogare una potenza massima di 167 CV contro i precedenti 140. In diversi mercati d'oltreoceano, però, questo motore viene proposto con potenza innalzata a 182 CV. Sul fronte dei diesel, invece, il vecchio 2 litri di origine VM viene sostituito da una nuova unità prodotta dalla GM Korea, questa volta da 2.2 litri, e più precisamente da 2231 cm³. Tale motore viene proposto in due livelli di potenza, da 163 e da 184 CV.
Alla fine del 2014, in alcuni mercati, il 2.2 litri diesel viene sostituito in entrambe le sue varianti di potenza da un nuovo 2 litri da 1956 cm³ con potenza intermedia di 170 CV. Nei mercati dove non era previsto, si continua a proporre il 2.2 litri CDTI.
La produzione della Antara cessa un anno dopo, alla fine del 2015, ma le ultime consegne avvengono durante tutta la prima metà del 2016 per smaltire le scorte giacenti: in questo periodo la Antara rimane regolarmente in listino. L'interesse del pubblico verso questo modello, che nel frattempo andò scemando, fece in modo che gli ultimi esemplari venissero consegnati solo nei primi mesi del 2017. Per questo l'Antara è uscita dai listini solo nella primavera del 2017.

## Riepilogo caratteristiche
Di seguito sono elencate le motorizzazioni previste per il mercato italiano dell'Antara:
| Opel Antara               |                    |                |                |                       |                       |                          |
| Modello                   | Anni di produzione | Cilindrata cm³ | Potenza CV/rpm | Coppia massima Nm/rpm | Velocità massima km/h | Accelerazione 0–100 km/h |
| Versioni a benzina        |                    |                |                |                       |                       |                          |
| Antara 2.4 16V 2WD        | 2006-10            | 2405           | 140/5200       | 220/2400              | 180                   | 11"6                     |
| Antara 2.4 16V 4WD        | 2006-10            | 2405           | 140/5200       | 220/2400              | 175                   | 11"9                     |
| Antara 2.4 16v 2WD        | 2011-16            | 2384           | 167/6400       | 217/4500              | 190                   | 10"5                     |
| Antara 2.4 16v 4WD        | 2011-16            | 2384           | 167/6400       | 217/4500              | 186                   | 10"3                     |
| Antara 3.2 V6 16v Aut 4WD | 2006-2010          | 3195           | 227/6600       | 297/3200              | 203                   | 9"3                      |
| Versioni a gasolio        |                    |                |                |                       |                       |                          |
| Antara 2.0 CDTI 16V 2WD   | 2006-2010          | 1991           | 127/4000       | 295/2000              | 178                   | 11"5                     |
| Antara 2.0 CDTI 16V 2WD   | 2006-2010          | 1991           | 150/4000       | 310/2000              | 185                   | 10"5                     |
| Antara 2.0 CDTI 16V 4WD   | 2006-2010          | 1991           | 150/4000       | 310/2000              | 180                   | 11"1                     |
| Antara 2.0 CDTI 170cv 2WD | 2014-15            | 1956           | 170/3750       | 400/1750-2500         | 197                   | 9"6                      |
| Antara 2.0 CDTI 170cv 4WD | 2014-15            | 1956           | 170/3750       | 400/1750-2500         | 195                   | 10"                      |
| Antara 2.2 CDTI 16V 2WD   | 2011-15            | 2231           | 163/3800       | 350/2000              | 189                   | 9"9                      |
| Antara 2.2 CDTI 16V 4WD   | 2011-15            | 2231           | 163/3800       | 350/2000              | 188                   | 9"9                      |
| Antara 2.2 CDTI 16V 4WD   | 2011-15            | 2231           | 184/3800       | 400/2000              | 200                   | 9"6                      |

## L'Antara nel mondo
La Opel Antara, come tutte le Opel, è commercializzata nella sola Gran Bretagna con il marchio Vauxhall, lasciandone il nome immutato. La versione Vauxhall presenta la tipica calandra a V, unica differenza con la sorella tedesca.
È commercializzata inoltre in Oceania come Holden Captiva MaXX e dopo il restyling come Holden Captiva 5. La versione europea della Chevrolet Captiva viene commercializzata come Holden Captiva e dopo il restyling come Holden Captiva 7. Nel suddetto mercato la Antara è la versione sportiva e lussuosa della Captiva, come sottolineava il suffisso MaXX. Anche dopo la fine della produzione della Antara la produzione della Captiva 7 è proseguita con il nome originale, ossia Holden Captiva.
Ed ancora, negli Stati Uniti, l'Antara viene commercializzata sia come Chevrolet Captiva Sport, sia come Saturn VUE, sia ancora come GMC Terrain. Nel continente nordamericano, la gamma motori è differente, poiché il 2.4 a benzina esiste sempre, ma in tre livelli di potenza (169, 172 e 182 CV), dei quali quello intermedio è previsto per una versione ibrida assente invece in Europa; tra le altre motorizzazioni previste negli USA e in Canada vi sono anche tre motori V6, rispettivamente da 3, 3.5 e 3.6 litri. Mancano invece le motorizzazioni diesel.
Invece in Corea del Sud dove viene anche assemblata, l'Antara viene commercializzata come Daewoo Winstorm MaXX e infine in Medio Oriente dal 2008 al 2010 come GMC Terrain.